# Amarildo Souza Do Amaral
Amarildo Souza do Amaral és un exfutbolista brasiler, que jugava com a davanter. Va nàixer a Curitiba el 2 d'octubre de 1964.
Va militar al Botafogo o a l'Internacional, ambdós brasilers. El 1988 dona el salt a Europa per militar al Celta de Vigo i al CD Logroñés de la lliga espanyola, i a la SS Lazio i a l'AC Cesena italians, i al FC Famalicão i al GD Ribeirão de la lliga portuguesa.